# Turkinsaari (ö i Finland, Lappland)
Turkinsaari är en ö i Finland. Den ligger i sjön Pellojärvi och i kommunen Pello i den ekonomiska regionen  Tornedalens ekonomiska region  och landskapet Lappland, i den norra delen av landet, 700 km norr om huvudstaden Helsingfors. Öns area är 4,9 hektar och dess största längd är 420 meter i nord-sydlig riktning.